# Đông Hồ (nhà thơ)
Đông Hồ (10 tháng 3 năm 1906 - 25 tháng 3 năm 1969), tên thật Lâm Tấn Phác, tự Trác Chi, hiệu Đông Hồ và Hòa Bích; các bút hiệu khác: Thủy Cổ Nguyệt, Đại Ẩn Am, Nhị Liễu Tiên Sinh. 
Ông được đánh giá là một nhà giáo, nhà thơ, chuyên gia nghiên cứu tiếng Việt và là một người nhiệt tình với văn hóa dân tộc Việt Nam.
Ông là thành viên của nhóm "Hà Tiên tứ tuyệt" gồm: Đông Hồ, Mộng Tuyết (cũng là vợ của ông), Lư Khê và Trúc Hà.

## Thân thế và sự nghiệp
Đông Hồ sinh tại làng Mỹ Đức, tỉnh Hà Tiên, nay thuộc tỉnh Kiên Giang. Thuở nhỏ ông vốn tên là Kỳ Phác, sớm mồ côi cha mẹ, nhờ bác ruột là Lâm Hữu Lân nuôi dạy và đặt tiểu tự cho ông là Quốc Tỉ, tự là Trác Chi.
Nhà ông, tổ tiên truyền mấy đời, đều ở ven Đông Hồ ấn nguyệt, là một thắng cảnh trong Hà Tiên Thập Cảnh, nên khi bắt đầu biết làm thơ ông đã lấy hiệu Đông Hồ.
Theo tâm sự của Đông Hồ, chính Nam Phong tạp chí đã đánh thức nơi ông niềm say mê với quốc văn, quốc ngữ:
Nằm nhà buồn buồn, tôi lấy mấy quyển sách ra xem thì là mấy tập Nam Phong cũ. Tôi giở từng số, xem qua một lượt. Tôi gặp bài thơ Le Lac của Lamartine dịch ra quốc ngữ của cô Lê Cẩm Nhung và của ông Nguyễn Văn Bông. Tôi để ý đọc, chỉ đọc bài quốc ngữ thôi, vì bài chữ Tây thì tôi đã thuộc lòng (...) Thì ra quốc văn có thể diễn nổi những cảnh sắc sảo sáng sủa của thơ Tây, và cũng có thể diễn nổi những ý tứ thâm trầm, những tư tưởng cao thượng của thơ Tàu. Tôi tỉnh ngộ. Tôi thấy rằng nước ta còn có chữ, giống ta còn có tiếng nói. Quốc văn ta có nghèo hèn kém cỏi gì đâu. Tôi bỏ Pháp văn, quay ra chuyên tâm học quốc ngữ. Cái duyên của tôi với báo Nam Phong cũng bắt đầu từ đó, mà cái cảm tình của tôi đối với tiếng nước nhà đằm thắm mặn mà cũng bắt đầu từ đó 
Lượt kê những hoạt động chính của ông:
- Năm 1926 - 1934: lập Trí Đức học xá trên bờ, Đông hồ chủ trương chuyên dạy toàn tiếng Việt, cổ động người Việt tin tưởng ở tương lai Việt ngữ. Thời kỳ này ông cộng tác với Nam Phong tạp chí, do Phạm Quỳnh chủ trương đến khi báo đình bản (1935). Cũng trong thời kì này, ông nổi tiếng với bài ký Linh Phượng tức Trác Chi lệ ký tập và bài phú Đông Hồ.
- Năm 1935: xuất bản tuần báo Sống ở Sài Gòn nhưng chỉ ra được vài chục số thì ngưng vì không tự túc nổi, ông phải về lại Hà Tiên sinh sống và chuyên nghiên cứu văn học miền Nam.
- Năm 1945: tham gia kháng chiến chống Pháp một thời gian, nhưng sức yếu, ông rời Hà Tiên trở lên Sài Gòn.
- Năm 1950: sáng lập nhà xuất bản Bốn Phương và nhà sách Yiễm Yiễm thư trang.
- Năm 1953: xuất bản tập san Nhân Loại để yểm trợ cho nhà xuất bản và nhà sách nêu trên cho đến giữa năm 1964, tất cả mới ngưng hoạt động.
- Năm 1964: ở ẩn tại Quỳnh Lâm thư thất thuộc ngoại ô Sài Gòn. Những năm về sau, ông vừa làm văn vừa làm thơ, thường viết về văn học, về lịch sử đăng ở các tạp chí xuất bản ở Sài Gòn như Văn Hóa nguyệt san, Bách Khoa, Văn,...
- Năm 1965: ông được mời phụ trách môn Văn học miền Nam tại trường Đại học Văn khoa Sài Gòn.

Ông mất ngày 25 tháng 3 năm 1969 (tức 8 tháng 2 năm Kỷ Dậu) lúc đang đứng trên bục giảng cho sinh viên bài thơ "Trưng Nữ Vương" của nữ sĩ Ngân Giang.

## Tác phẩm
Ngoài thơ, Đông Hồ còn viết văn, ký, khảo cứu, văn học sử. Về văn, ông viết từ văn xuôi biền ngẫu đến văn xuôi hiện đại. Ông có tiếng khi viết cho báo Nam Phong do Phạm Quỳnh chủ trương và nổi tiếng nhất với bài ký Linh Phượng, tức Trác Chi Lệ Ký tập và bài Phú Đông Hồ.
Các tác phẩm đã in thành sách:
- Thơ Đông Hồ (Văn Học Tùng Thư, Nam Ký Thư Quán, Hà Nội xuất bản, 1932): sáng tác trong khoảng 1922 - 1932
- Lời Hoa (Trí Đức Học Xá, Hà Tiên xb, 1934): các bài Việt văn của học sinh Trí Đức Học Xá đã nhuận sắc
- Linh Phượng (Nam Ký Thư Quán, Hà Nội xb, 1934): tập lệ ký khóc vợ, vừa thơ vừa văn xuôi, đăng ở Nam Phong tập XXII, số 128
- Cô Gái Xuân (Vị Giang Văn Khố Nam Định xb, 1935): thơ sáng tác trong khoảng 1932 - 1935
- Những lỗi thường lầm trong sự học Quốc văn (Trí Đức Học Xá xb, 1936): soạn chung với Trúc Hà
- Hà Tiên thập cảnh (Bốn Phương xb, 1960): in chung với Đường Vào Hà Tiên của Mộng Tuyết thất tiểu muội
- Trinh Trắng (Bốn Phương xb, 1961): thi tuyển
- Truyện Song tinh (Bốn Phương xb, 1962): sao lục, khảo cứu truyện Song Tinh Bất Dạ
- Chi lan đào lý (1965): tùy bút
- Năm ba điều nghĩ về Truyện Kiều (1965): thuyết trình nhân dịp kỷ niệm 200 năm sinh Nguyễn Du
- Bội lan hành (1969)
- Úc Viên thi thoại (1969)
- Đăng đàn (1969)
- Dòng Cổ Nguyệt (1969)
- Văn học miền Nam: văn học Hà Tiên (1970): tập họp những bài giảng ở Đại học Văn khoa Sài Gòn.

Đã hoàn thành các biên khảo:
- Thăm đảo Phú Quốc (Nam Phong, t. XXI, số 124, 1927)
- Hà Tiên Mạc thị sử (Nam Phong, t. XXV, số 143, 1929)
- Chuyện cầu tiên ở Phương thành (1932)

Ngoài ra, Đông Hồ là một người có bàn tay tài hoa, vốn yêu thích viết chữ đẹp và nghệ thuật thư pháp, và lại yêu tiếng Việt nên ông là người đầu tiên có ý tưởng dùng cọ lông và mực Tàu viết chữ quốc ngữ. Vì thế ông được tôn là tổ sư của dòng thư pháp chữ Quốc ngữ.

## Đánh giá

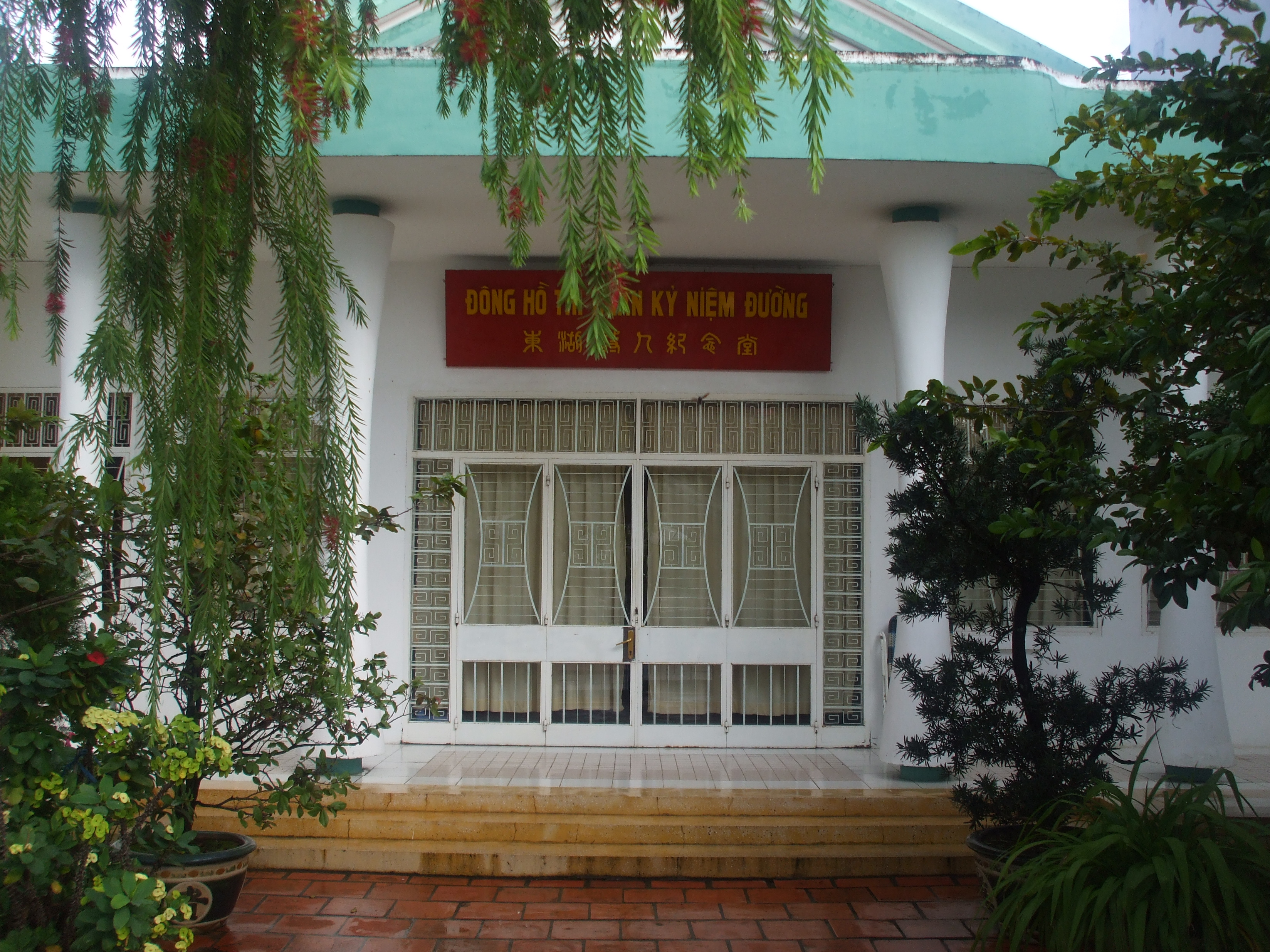
Nhà kỷ niệm Đông Hồ, cũng là nơi ở cuối cùng của Mộng Tuyết tại Hà Tiên.

Đông Hồ viết nhiều loại văn, thơ, ký, khảo cứu và văn học sử. Ông viết từ thập niên 1920 cho đến thập niên 1960, đã đi từ thơ cũ đến thơ mới, từ văn xuôi biền ngẫu đến văn xuôi hiện đại. Ông cùng với vợ là nữ sĩ Mộng Tuyết (1914-2007), đã từng làm rạng rỡ văn học đất Phương Thành (Hà Tiên) bởi các tác phẩm của mình.
Trích một vài nhận xét:
- Hoài Thanh và Hoài Chân:

...Yêu quốc văn mà đến như Đông Hồ kể cũng ít... Và với thi phẩm Cô gái xuân ông là "người thứ nhất đưa vào thi ca Việt Nam cái vị bát ngát của tình yêu dưới trăng thanh, trong tiếng sóng .
- Nguyễn Tấn Long-Nguyễn Hữu Trọng:

Từ tập "Thơ Đông Hồ" cũ kỹ đến tập "Cô gái xuân" mới mẻ, người ta nhận thấy thoát lốt, một con người thi sĩ đang ở trong thời đại của mình, bỗng nhiên làm một cuộc biến hình..." 
- Tự điển Văn học:

Người ta còn nhớ ông là tác giả của Linh Phượng, tập lệ ký khóc vợ, vừa thơ vừa văn xuôi, với những hình ảnh, vần điệu cũ kỹ, song lại nói lên được cái buồn có tính chất thời đại lúc ấy...Về mặt sưu tầm, khảo cứu văn liệu: tập Hà Tiên Mạc thị sử nói về nhóm Tao đàn Chiêu Anh Các do ông biên soạn; cuốn Truyện Song Tinh, tức Song Tinh Bất Dạ, là một truyện thơ nôm của Nguyễn Hữu Hào do ông tìm được; là những "cống hiến đáng kể .

## Bài thơ nổi tiếng
Mua áo
Chiếc áo năm xưa đã cũ rồi, 
Em đâu còn áo mặc đi chơi. 
Bán thơ nhân dịp anh ra chợ, 
Đành gởi anh mua chiếc mới thôi! 
Hàng bông mai biếc màu em thích, 
Màu với hàng, em đã dặn rồi. 
Còn thước tấc, quên! Em chửa bảo: 
Kích tùng bao rộng, vạt bao dài? 
Ô hay! Nghe hỏi mà yêu nhỉ! 
Thước tấc anh còn lựa hỏi ai 
Rộng hẹp, tay anh bồng ẵm đó, 
Ngắn dài, người mới tựa bên vai!
Đông Hồ
Cô gái Xuân (trích đoạn)
... Cũng xóm làng trên, cô gái thơ,
Tuổi xuân hơn hớn vẻ đào tơ.
Gió đông mơn trớn bông hoa nở,
Lòng gái xuân kia náo nức chờ.
Tưng bừng hoa nở bóng ngày xuân,
Rực rỡ lòng cô hoa ái ân.
Như đợi, như chờ, như nhớ tưởng,
Đợi, chờ, tưởng, nhớ bóng tình quân....